# Popestar
Popestar ist die zweite EP der schwedischen Heavy-Metal-Band Ghost. Die EP wurde am 15. September 2016 über Spinefarm Records veröffentlicht.

## Entstehung
Die EP enthält neben der Eigenkomposition Square Hammer vier Coverversionen. Die Band suchte sich dabei Lieder von Bands und Künstlern aus, die sich musikalisch deutlich von der Musik von Ghost unterscheiden. Einer der namenlosen Ghule erklärte gegenüber dem Magazin Billboard, dass er lieber etwas macht, was die Menschen nicht von der Band erwarten anstatt Bands zu covern, von denen Ghost offensichtlich beeinflusst wurden. Die Wahl fiel dabei auf Echo & the Bunnymen, Simian Mobile Disco, die Eurythmics sowie Imperiet. Das Lied Square Hammer wiederum entstand gegen Ende der Aufnahmen für das Vorgängeralbum Meliora. Da das Albumkonzept bereits stand und das Lied Square Hammer nicht zum restlichen Material passte, wurde es nicht auf dem Album, sondern auf der EP verwendet.
Als Gastmusikerin ist Sofia Kempe zu hören, die bei den Liedern Missionary Man und Bible Hintergrundgesänge beisteuerte. Brian Reed spielt bei Missionary Man die Mundharmonika. Produziert und gemischt wurde die EP von Tom Dalgety, das Mastering übernahm Joe LaPorta. Das Albumcover wurde von Zbigniew Bielak entworfen. Der EP-Titel ist ein Kofferwort aus Pope (engl.: Papst) und Popstar.

## Titelliste
| Nr. | Titel          | Originalinterpret   | Länge |
| --- | -------------- | ------------------- | ----- |
| 1   | Square Hammer  | Eigenkomposition    | 3:59  |
| 2   | Nocturnal Me   | Echo & the Bunnymen | 5:13  |
| 3   | I Believe      | Simian Mobile Disco | 4:06  |
| 4   | Missionary Man | Eurythmics          | 3:42  |
| 5   | Bible          | Imperiet            | 6:34  |

## Rezeption

### Rezensionen
Boris Kaiser vom deutschen Magazin Rock Hard stellte fest, dass die Coverversionen „liebevoll modifizierte Underground-Hits darstellen, an denen man sich einfach nicht satthören kann“. Ghost wären „momentan die innovativste Rock- und Metal-Band der Welt“. Sein Kollege Wolfgang Liu Kuhn beschrieb Square Hammer als „Archetyps eines Ghost-Songs: eingängig, catchy, perfekt auf den Punkt gebracht“. Den Rest der EP könne man sich aber „getrost schenken“. Für Olaf Schmidt vom Onlinemagazin laut.de reicht Popestar als Häppchen für Zwischendurch mit zwei okayen Coverversionen.

### Auszeichnungen
Im Juni 2022 erhielt die Single Square Hammer Gold in den Vereinigten Staaten.
Popestar erhielt den Grammis in der Kategorie Bestes Hard-Rock-/Metal-Album. sowie den Bandit Rock Award in der Kategorie Bestes schwedisches Album. Bei den Metal Hammer Awards gewann Square Hammer in der Kategorie Metal Anthem. Darüber hinaus erhielt Square Hammer bei den Loudwire Music Awards einen Preis in der Kategorie Bestes Metalvideo. Loudwire kürte das Lied Square Hammer zum Metal-Song der Dekade.

## Chartplatzierungen
Die EP erreichte Platz drei der schwedischen, Platz 16 der US-amerikanischen und Platz 85 der britischen Albumcharts. In Kanada erreichte das Album Platz sieben und in Finnland Platz zwölf. Die Single Square Hammer belegte Platz 75 der schwedischen Singlecharts.